# Toplinski otoci
Toplinski otok je gradsko područje koje je znatno toplije od okolnih ruralnih područja, a uglavnom je uzrokovano ljudskim djelovanjem. Toplinski otok je pojava prisutna i ljeti i zimi. Glavni uzroci su veća gustoća kuća i zgrada, oslobađanje topline trošenjem fosilnih goriva, promet te smanjenje prirodne ventilacije. Toplinski otoci imaju utjecaj i na povećanje potrošnje energije, a samim time doprinose efektu stakleničkih plinova te globalnom zatopljenju. Iako se toplinski otoci mogu javljati na bilo kojem području, vjerojatniji su u gradu jer su njegove površine sklone zadržavati velike količine topline. 
Neka istraživanja ukazuju da toplinski otoci utječu na globalno zatopljenje. Prema Environmental Protection Agency (EPA), godišnja temperatura zraka u gradu u kojem živi milijun stanovnika može biti 1-3°C viša nego u području izvan grada. Toplinski otoci imaju utjecaj na povećanje potrošnje energije, povišenje emisija stakleničkih plinova, kvalitetu vode i ljudsko zdravlje.

## Uzroci
Toplinski otoci nastaju kada zgrade i ceste zamjene zelene površine, jer su one građene od materijala s drugačijim svojstvima od okolnog područja. Ti materijali nemaju dobru sposobnost refleksije, tj. apsorbiraju više energije Sunca, te se ona na taj način zadržava i zagrijava površinu. Na povećanje temperature također utječe visina zgrada, ali i njihov raspored, jer je on najčešće takav da se velika količina topline apsorbirana tijekom dana zadržava, pa se površine noću sporije hlade. Drugi učinak koje zgrade imaju je blokiranje vjetra, što također sprječava hlađenje.
Uz smanjenu količinu vegetacije, u gradovima je manje hlada. Neki od ostalih čimbenika su otpadna toplina koju u atmosferu ispuštaju klimatizacijski uređaji, kao i industrijski procesi i motorna vozila.

## Utjecaj toplinskog otoka
Povišene temperature u gradovima, pogotovo tijekom ljeta, mogu utjecati na kvalitetu života. Iako toplinski otok produžuje sezonu uzgoja biljaka i smanjuje pojavu slabih tornada, većina utjecaja toplinskog otoka je negativna:
- Povećana potrošnja električne energije
- Povećane emisije stakleničkih plinova
- Utjecaj na ljudsko zdravlje
- Utjecaj na kvalitetu vode

Povećana potrošnja električne energije
Kada su povišene temperature, povećana je i potrošnja električne energije za hlađenje, posebice tijekom ljetnih radnih dana kada u kućama i uredima rade svijetla i uređaji. Istraživanja pokazuju da se potražnja za električnom energijom povećava za 1,5 do 2%  za svako povećanje temperature od 0.6°C. Tijekom razdoblja iznimno povišenih temperatura, potražnja je tolika da može preopteretiti sustave. Iako zimi toplinski otoci mogu rezultirati uštedama energije, istraživači procjenjuju da je ta prednost nadmašena potrošnjom energije ljeti.
Povećane emisije stakleničkih plinova
Potrebe za električnom energijom obično zadovoljavaju elektrane pogonjene fosilnim gorivima, što rezultira povećanjem onečišćenih tvari u atmosferi, koje imaju loš utjecaj na ljudsko zdravlje i klimu. Staklenički plinovi uzrokuju efekt staklenika koji je iznimno bitan jer bez njega bi temperature na Zemlji bile 30°C niže, ali ljudsko djelovanje je povećalo udio plinova koji uzrokuju taj efekt, što ima mnoge negativne posljedice kao npr. smanjenje kvalitete zraka povećavanjem proizvodnje onečišćenih tvari. Stoga je vidljivo koliki utjecaj zagrijavanje gradova ima na globalnu klimu.
Utjecaj na ljudsko zdravlje
Toplinski otok ima izravan utjecaj na ljudsko zdravlje. Zbog povišenih dnevnih temperatura, smanjenja hlađenja tijekom noći i viših razina onečišćenih tvari u zraku, efekt toplinskog otoka utječe na probleme s disanjem, iscrpljenost, toplinski udar i smrtnost povezanu s toplinom. Povećane temperature mogu povećati jačinu i trajanje toplinskih valova koji su posebno opasni za starije osobe, djecu i novorođenčad, kronične bolesnike, atletičare, ljude koji rade na otvorenom, kućanstva s niskim prihodima... Nagla povećanja temperature posebno su opasna, a mogu rezultirati iznadprosječnim stopama smrtnosti. Centri za kontrolu i prevenciju bolesti procjenjuju da je od 1979. do 2003. godine prekomjerna izloženost vrućini pridonijela 8000 preranih smrti u Sjedinjenim Američkim Državama.
Utjecaj na kvalitetu vode
Efekt toplinskog otoka smanjuje kakvoću vode. Vrući pločnici i krovovi prenose svoju suvišnu toplinu u vodu, koja se zatim ispušta u kanalizaciju i povećava temperaturu vode koja odlazi u potoke, rijeke, ribnjake i jezera. Brze promjene temperature u vodenim sustavima su iznimno opasne za vodeni svijet. 

## Strategije smanjenja efekta toplinskog otoka
Mnogi gradovi pokušavaju smanjiti utjecaj toplinskog otoka pomoću glavnih strategija:
Povećanje zelenih površina u gradovima
Drveća apsorbiraju ugljikov dioksid. Također, stvaraju hlad i smanjuju emisije iz vozila. Istraživanja su pokazala da imaju pozitivan učinak na mentalno zdravlje ljudi jer je često slučaj da su parkovi jedina veza ljudi iz gradova s prirodom.
Gradnja zelenih parkirališta
Zelena parkirališta su poseban oblik parkirališta konstruiran tako da bude ekološki bolje održiv. Poželjno je da se postojeći neiskorišteni prostori urede na ekološki prihvatljiv način.
Gradnja zelenih krovova
Uzgoj biljaka, grmlja i stabla na krovovima smanjuje njihove visoke temperature, kao i temperaturu okolnog zraka. Kakvoća zraka je poboljšana jer biljke apsorbiraju ugljični dioksid, a proizvode kisik. Zeleni krovovi osiguravaju hlad i uklanjaju toplinu iz zraka. Dok ljetne temperature na standardnim krovovima mogu doseći i do 65 °C, zeleni krovovi mogu prosječno ohladiti obližnje površine za oko 16 - 17 °C, te tako smanjuju efekt toplinskih otoka. Zeleni krovovi djeluju kao toplinska izolacija te na taj način smanjuju troškove grijanja i hlađenja u zgradama te produljuju životni vijek krova. Zeleni krov zimi sprječava gubitak topline, a ljeti osvježava prostor.
Gradnja hladnih, reflektirajućih krovova
Veliki utjecaj imaju tamni krovovi koji apsorbiraju svjetlost. Gradnjom krovova od materijala koji reflektiraju svjetlost se mogu znatno smanjiti visoke temperature krovova, duži je vijek trajanja krovova, bolja je izolacija i samim time smanjena potrošnja energije. Sličan učinak imaju i premazi koji su dizajnirani da reflektiraju Sunčevu toplinu i smanje količinu naprezanja materijala. U odnosu na uklanjanje drugih izvora problema, zamjena krova zahtijeva najmanju količinu ulaganja za gotovo izravan rezultat. 
Gradnja hladnih pločnika
Korištenjem materijala za popločavanje pločnika, parkirališta i ulica, one ostaju hladnije od konvencionalnih pločnika, a mogu i povećati vidljivost noću.
Poticanje razvoja strategija smanjenja efekta toplinskog otoka
Ove prakse pokrivaju niz razvojnih strategija koje pomažu u zaštiti okoliša, a istovremeno ih čine ekonomski jačim. Kroz planove prilagodbe se mogu značajno povećati međunarodni pokušaji ublažavanja toplinskih otoka.

## Planovi za smanjenje efekta toplinskog otoka

### Plan AB32
AB32 (Zakon o rješavanju problema globalnog zatopljenja u Kaliforniji) je kalifornijski pristup borbi protiv klimatskih promjena smanjivanjem emisija stakleničkih plinova na razinu iz 1990. do 2020. godine. Plan uključuje proširivanje upotrebe obnovljivih izvora energije i smanjivanje otpada – sve u cilju povećanja energetske učinkovitosti. Svakih pet godina plan se treba nadopuniti. Neki od njegovih ciljeva do 2025. su osigurati šiti izbor ekološki prihvatljivih automobila. Također, California Air Resources Board planira uvesti veći izbor niskougljičnih goriva za Kaliforniju. Trgovanjem emisijskim jedinicama se može kontrolirati zagađenje okoliša jer ono postavlja granicu količine emisija koja se smije emitirati u okoliš, a ideja je stvoriti poticaj za smanjenje emisija u Kaliforniji.

### Clean Air Act (CAA)
Environmental Protection Agency jer pokrenula nekoliko zahtjeva vezanih za kakvoću zraka, a uspostavljaju se kako bi emisije na nivou države ostale ispod određene razine. Ovaj zakon ima za ciljeve: zaštitu ozonskog sloja, smanjenje kiselih kiša i otrovnih onečišćujućih tvari te poboljšanje kvalitete zraka. Sve države moraju predložiti plan provedbe koji bi jamčio da sve države zadovolje središnji standard kvalitete zdravlja. Na taj način je EPA ovlaštena da postavi standarde za zaštitu javnog zdravlja. 